# グラディウス (武器)
グラディウス（ラテン語: gladius）は、刀剣の一種。古代ローマ時代の軍団兵（ローマ軍団）や剣闘士によって用いられた。刃渡りは50cmほどで、柄まで入れて70cmほどと剣としては短い。刀身は肉厚・幅広の両刃で、先端は鋭角に尖っている。形状としては一般的な剣より幅広な形をしている。材質には、銑鉄と軟鉄が交ざった状態の合金鉄材を使用し、両方の優れた特性を得て、それ以前の同サイズの鉄剣と比べ破損しにくく切れ味が向上した。帝政ローマ後期には再び長剣に回帰し、もともと騎兵用の斬撃主体の剣であった「スパタ（spatha）」「セミスパタ（semispatha）」がローマ軍歩兵の主力となった。日本語では「グラディウスの剣」とも表記されるが、後述の通り重言である。

## 解説
元々「グラディウス」は特定の種類の剣を意味したわけではなく、ラテン語で「剣」一般を意味する語であった。古代ローマの兵士が用いたグラディウスとしてよく知られている形状のものはヒスパニア起源の剣で、導入した際には「グラディウス・ヒスパニエンシス（gladius hispaniensis、ヒスパニアの剣）」と呼ばれた。この形式の剣がローマ兵のグラディウスとして普及したのは、大スキピオが第二次ポエニ戦争中にヒスパニア遠征を行った際に導入したのが始まりとされている。それまでのローマ軍団では長く細い剣を使用していた。
グラディウス・ヒスパニエンシスはその後小型化と共に改良され、刃渡り50cmほどで曲線を描いた刀身が特徴の「マインツ型グラディウス（Mainz Gladius）」となった。このマインツ型グラディウスはドイツの都市マインツの近郊のローマ軍宿営地跡から発見されたためそう呼ばれている。
また、ローマ本国であるポンペイでは刃渡りがやや長く、形状も直線的になった「ポンペイ型グラディウス（Pompeii Gladius）」が発見されている。
共和政ローマ初期の重装歩兵は古代ギリシアの重装歩兵と同様、小型の丸い盾と槍で密集隊形を組んで戦った。しかし、山岳地帯などで隊形が崩れると脆くなるという密集隊形の欠点がゲリラ戦を得意とする山岳民族サムニウム人との戦いなどで露呈するにつれて、次第にその戦術は変化を余儀なくされた。その結果、共和政ローマ後期や帝政期の重装歩兵は全身を覆うことができる大型の盾で身を守り、戦闘の序盤にはピルムと呼ばれる投槍の投擲で、それに引き続く白兵戦では散開してグラディウスを用いて戦った。グラディウスによる接近戦では刺突も行われたが、斬撃による傷のすさまじさが敵を戦意喪失に陥れることもあったという。
剣闘士（ラテン語: gladiator グラディアートル、英語: gladiator グラディエーター）の語源でもある。また、グラジオラスは葉の形状がグラディウスの刃に似ていることからその名が付けられたともいわれている。

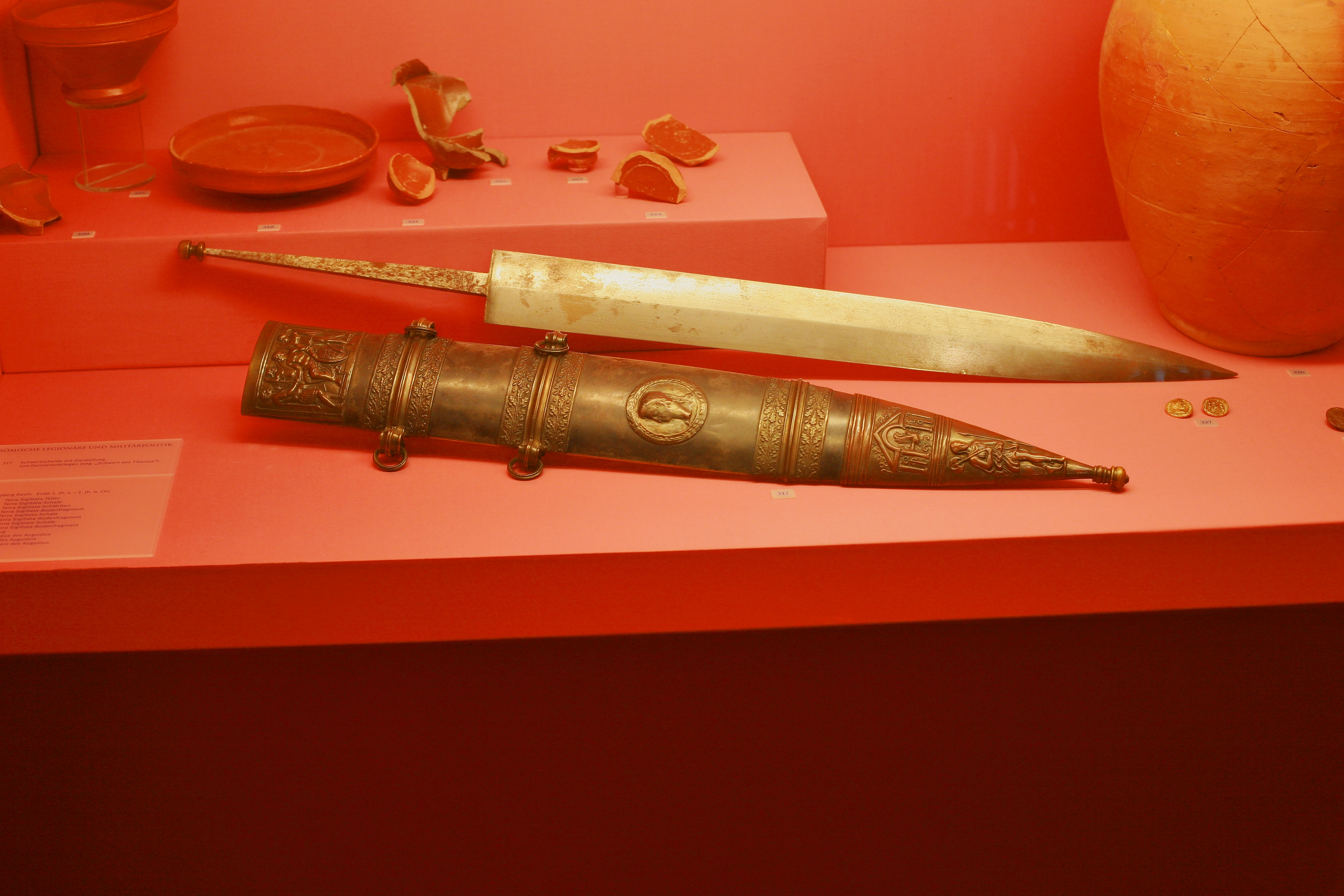
博物館に展示されるグラディウスの刀身とその鞘